# Абрамський Олександр Савватійович
Олександр Савватійович Абрамський (22 січня 1898, Луцьк — 29 серпня 1985, Москва) — радянський композитор, фольклорист.

## Біографія
Олександр Абрамський народився 10 (22) січня 1898 року в місті Луцку в родині лікаря єврейської лікарні Саватія Васильовича (Шевеля Вольфовича) Абрамського (1859 -?) і Анни Федорівни Бурдо.
Брав уроки гри на фортепіано у К. Н. Ігумнова, композиції у Г. Л. Катуара.
Вступив до Московської консерваторії по класу композиції (клас Миколи Мясковського) яку закінчив в 1927 році. Брав участь у численних фольклорних експедиціях. З 1950 року він був учасником експедицій з вивчення фольклору в Радянському Союзі. Він побував в Архангельській області, Вологді, Москві та Узбекистані. Тут він записав 75 уйгурських пісень. З 1951 року — викладач семінару початківців композиторів при Спілці композиторів СРСР.
Помер 29 серпня 1985 року, похований на Митинському кладовищі у Москві.

## Творчість
- 1926 — кантата «Подих землі» (вірши Велемир Хлєбникова)
- 1927 — симфонія
- 1929 — концерт для фортепіано та ансамблю дерев'яних духових інструментів
- 1930 — симфонічний розповідь «1905 рік»
- 1931 — симфонічний розповідь «Степ і Похід»
- 1933 — симфонія
- 1938 — Сюїта на теми народів СРСР і Китаю
- 1941 — концерт для фортепіано
- 1943 — уйгурская музична драма «Ляйліхан і Анархан»
- 1946 — симфонічний розповідь «Ода»
- 1946 — «Печорські бесіди»
- 1947 — музична поема «Зустріч героїв»
- 1951 — ораторія «Шахтарська слава»
- 1959 — збірка «Пісні російської Півночі» (вірши Миколи Доризо)
- 1963 — ораторія «Людина йде» (для хору, 3 баянів та оркестру, вірши В. Кузнєцова і В. Семерніна)
- 1961 — кантата «Про Леніна співаємо» (вірши І. Дремова)
- 1967 — «Сильний, сміливий та умілий» (вірши Л. Васильєвої)
- 1969 — вокальний цикл «Бувальщина» (вірши Л. Васильєвої, В. Бутенко, Г. Георгієва)
- 1970 — симфонія «Веселка» (з хором, вірши Віктора Бокова)
- 1971 — кантата «Край озерної тиші» (вірши В. Кузнєцова та В. Семерніна)
- 1971 — п'єса «Зустрічі»
- 1972 — хоровий цикл «Північне сяйво»
- 1977 — ораторія «Хороводи»
- 1982 — кантата «Дорога, неозора»
- 1982 — кантата «Земля приморська привітна»

Крім того, Олександр Абрамський склав більше 50 пісень, 23 романсу (на віршт Пушкіна, Лермонтова, Тютчева, Блока і сучасних йому поетів), 7 п'єс, обробив понад 60 народних пісень.